# Tygrysica z Magdalenki: Violetta Villas Show
Tygrysica z Magdalenki: Violetta Villas Show − trasa koncertowa Violetty Villas obejmująca Polskę i Stany Zjednoczone. Została zainaugurowana koncertem w Teatrze Wielkim w Łodzi. Zakończyła się w 1993, po zerwaniu współpracy artystki z Witoldem Fillerem, z powodu konfliktu wywołanego jego książką Tygrysica z Magdalenki.
Artystka wystąpiła z koncertami m.in. w Elblągu, Ciechocinku, Łodzi, Pile i Warszawie. Jesienią 1992, wyjechała do Stanów Zjednoczonych; koncerty odbywały się m.in. w Chicago i Nowym Jorku.